# Aprilia Yuswandari
Aprilia Yuswandari (* 24. Januar 1988 in Bantul) ist eine indonesische Badmintonspielerin. 

## Karriere
Aprilia Yuswandari wurde 2007 Dritte im Dameneinzel bei den Korea International und siegte bei den German Junior Open sowie bei den nationalen Titelkämpfen. 2008 wurde sie mit dem Damenteam von Jawa Timur Dritte bei den indonesischen Nationalspielen, 2010 Teamdritte mit der Nationalmannschaft bei den Asienspielen.

## Sportliche Erfolge
| Saison | Veranstaltung              | Disziplin   | Platz | Name               |
| ------ | -------------------------- | ----------- | ----- | ------------------ |
| 2007   | Korea International        | Dameneinzel | 3     | Aprilia Yuswandari |
| 2007   | German Junior Open         | Dameneinzel | 1     | Aprilia Yuswandari |
| 2007   | Indonesische Meisterschaft | Dameneinzel | 1     | Aprilia Yuswandari |
| 2008   | PON XVII                   | Damenteam   | 3     | Jawa Timur         |
| 2010   | Asienspiele                | Damenteam   | 3     | Indonesien         |